# IC 1731
IC 1731 — галактика типу SBc () у сузір'ї Трикутник.
Цей об'єкт міститься в оригінальній редакції індексного каталогу.